# Édouard Niermans (regista)
Édouard Niermans (Parigi, 10 novembre 1943) è un regista e attore francese.

## Biografia
Trascorre  l'infanzia e l'adolescenza in un collegio di gesuiti; nel 1968 partecipò al concorso IDHEC che venne poi però cancellato a causa degli eventi del maggio 1968.
Partecipa due volte al Festival di Cannes: nel 1976 con La Syncope e nel 1992 con Il ritorno di Casanova.

## Filmografia

### Regista

#### Cinema
- Anthracite (1980)
- Poussière d'ange (1987)
- Il ritorno di Casanova (1992)

#### Televisione
- Pardaillan - film TV (1997)
- Premier de cordée - film TV (1999)
- Le Septième Juré - film TV (2008)
- La marquise des ombres - film TV (2010)

## Riconoscimenti
- Palma d'oro alla "Mostra de Valence du cinéma méditerranéen" per il film Poussière d'ange (1987)